# 唐家嶺村
座標: 北緯40度03分50秒 東経116度16分09秒 / 北緯40.0639度 東経116.2691度

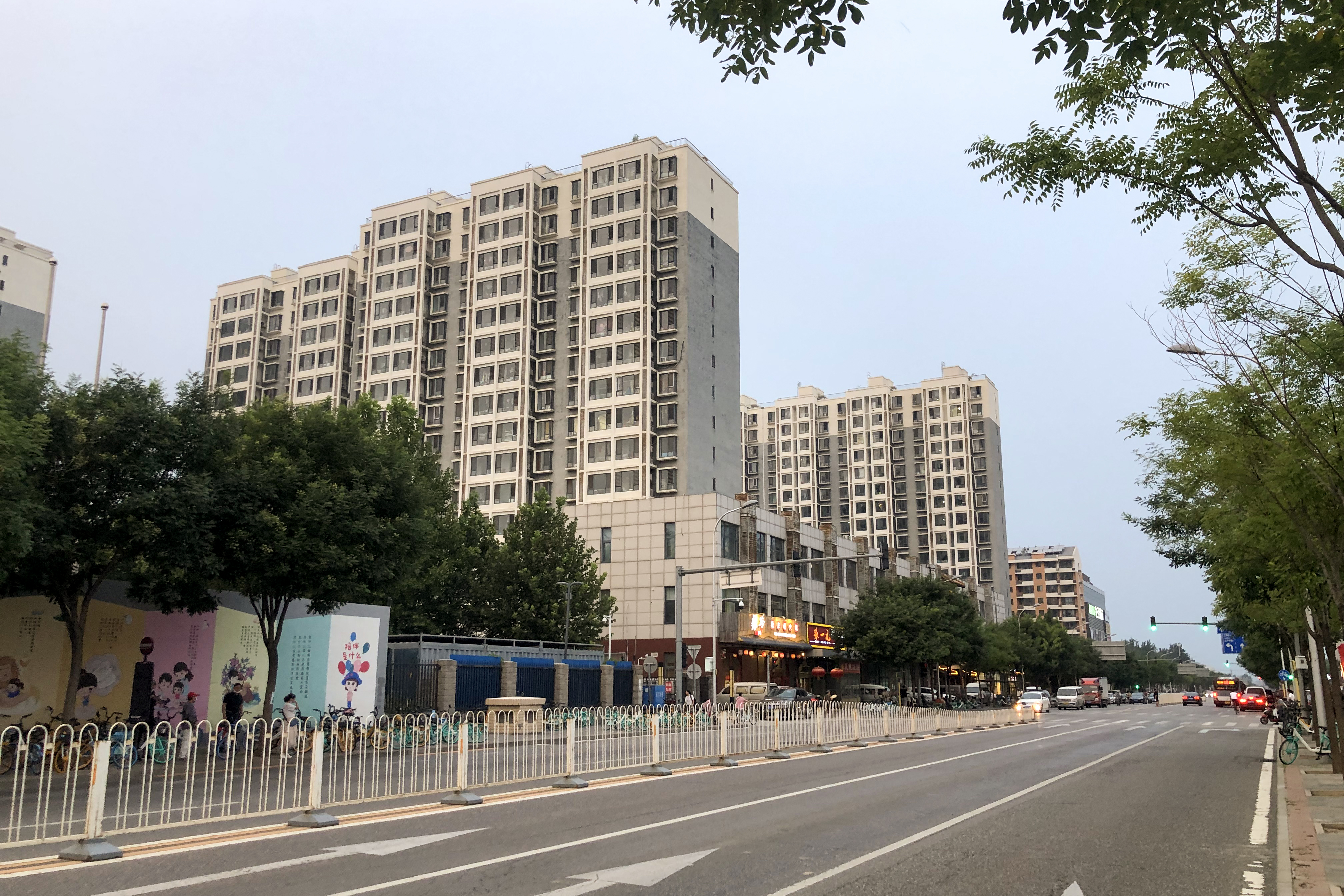
改修後の唐家嶺新城（2021年8月）

唐家嶺村（とうかれいそん、簡体字中国語: 唐家岭村、拼音: tángjiālǐngcūn）は北京市海淀区西北旺地区にある地名。北京市中心部を外れた北西にある。2006年ごろからは高学歴低所得の若者、いわゆる蟻族が多く住むことで知られる。

## 概要

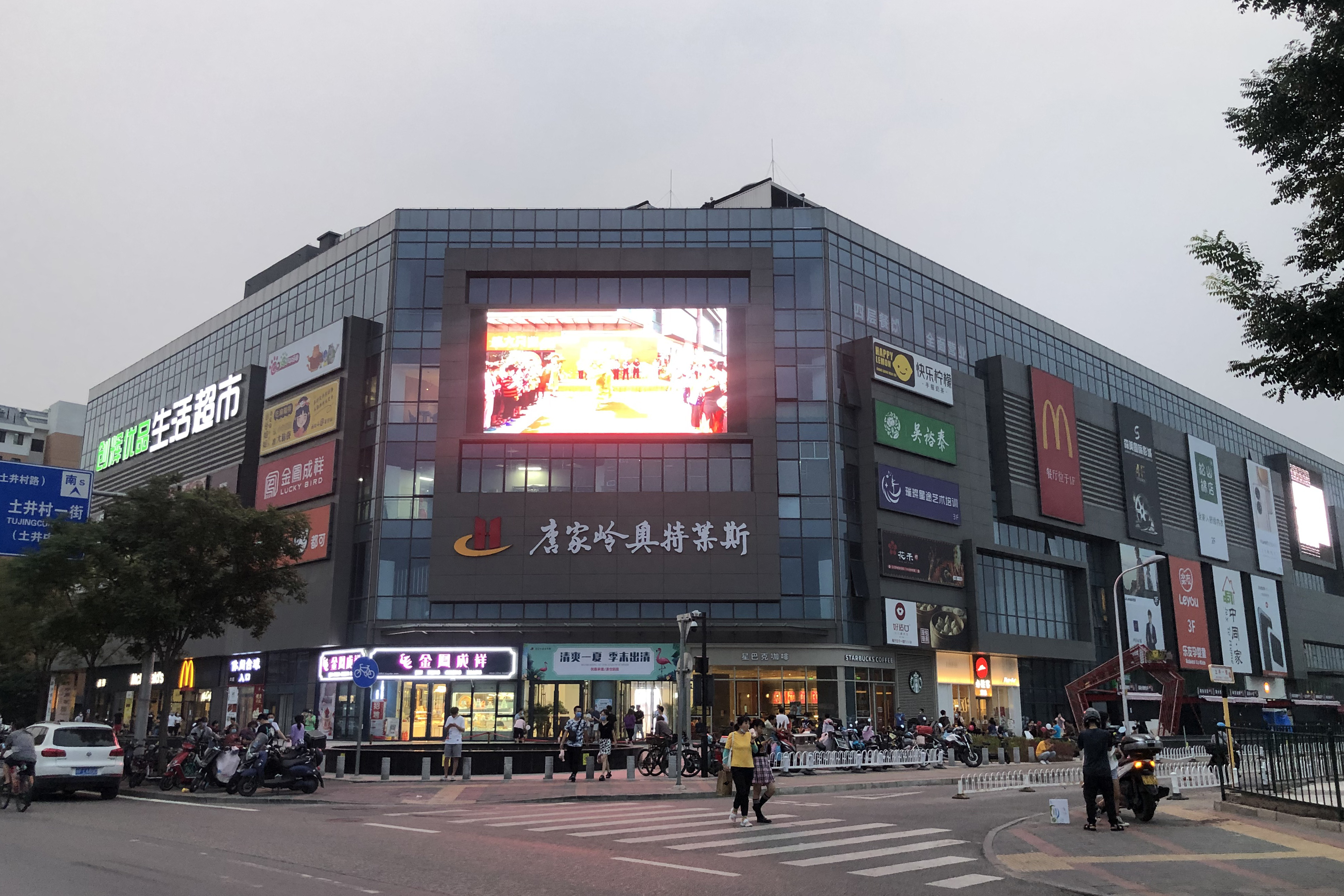
2021年6月18日開業の唐家嶺アウトレット

元からの住民2000人の他、蟻族と呼ばれる低所得の若者が6万人住む。そのうち7割は大卒者である。2005年から2007年ごろにかけて、この手の住民が増えた。
元から住む住民に対して、近年住む若者たちは外地人と呼ばれる。部屋は概ね狭い。例えば5平方メートル程度である。職場は数十キロメートル離れた北京商務中心区などに数時間かけて通うこともある。
2010年3月2日には中国人民政治協商会議の委員が視察に訪れており、以後、住宅環境の改善に取り組んでいる。居住希望に対して違法建築が進んでいたため、2010年6月からそれらの建物の取り壊しを行っている。
2010年10月4日の国際連合人間居住計画と中国との合同チームによる報告では少なくとも10万人が住むとされる。
人民網は2013年7月、唐家嶺村は2009年から始まった改修プロジェクトにより、古い家屋1153棟を撤収させるなどして、近代都市に生まれ変わったと報道している。

## 歴史
テレビドラマ康熙王朝でも知られる清の重臣ソンゴトゥ（索額図）は、康熙帝に罪を問われて先祖の墓に入れず、唐家嶺付近に埋葬された。